# Giora Epstein
Pour les articles homonymes, voir Epstein.
 (juillet 2025).
Si vous disposez d'ouvrages ou d'articles de référence ou si vous connaissez des sites web de qualité traitant du thème abordé ici, merci de compléter l'article en donnant les références utiles à sa vérifiabilité et en les liant à la section « Notes et références ».

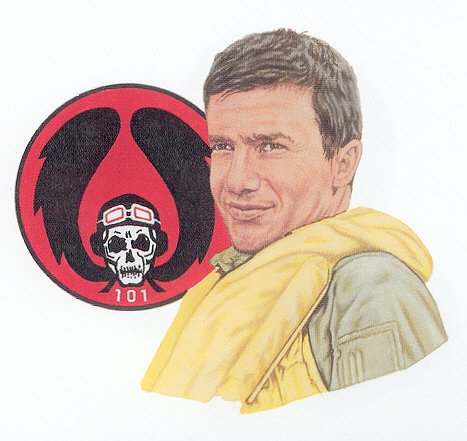
Giora Epstein, esquisse par Jay Ashurst.

Giora Epstein (en hébreu : גיורא אפשטיין), né le 20 mai 1938 et mort le 19 juillet 2025, est un général de brigade de l'armée de l'air israélienne.
Avec dix-sept victoires aériennes confirmées — toutes contre des appareils égyptiens, au cours de la guerre des Six Jours, de la guerre d'usure et de la guerre du Kippour — Giora Epstein est considéré, selon les termes de The History Channel, chaîne de télévision américaine consacrée à l'histoire, comme l'« as des as » du combat aérien depuis l'avènement de l'avion à réaction. Il les obtient en majorité au canon de 30 mm et vole sur l'appareil français Mirage III, ainsi que sur des copies illégales des avions Mirage 5 et Mirage IIIS suisse : le IAI Nesher et le IAI Kfir. Il fait aussi la transition vers le F-16 vers la fin de sa carrière. Il entre dans l'armée israélienne, en 1956, en tant que parachutiste et devient pilote à partir de 1963. Après avoir quitté l'armée, en 1998, il devient pilote de ligne dans la compagnie aérienne civile El Al.

## Biographie
Giora Epstein est né en 1938 dans le kibboutz de Negba (en), au sein d'une famille de paysans. Dès son enfance, il s'est intéressé au monde de l'aviation, en allant voir des avions opérer sur une base militaire près de Negba, et en lisant les biographies des as de guerre britanniques. Le lien du jeune Epstein avec la vie militaire commença en 1956 lorsque, à l'âge de 18 ans, il fut appelé à faire son service militaire. Malgré son souhait d'être admis au sein de l'armée de l'air en tant qu'élève pilote, il y est refusé pour raison médicale. Il est alors volontaire pour servir au sein des parachutistes de Tsahal où il sert jusqu'à la fin de son service militaire en 1959. 
Libéré de ses obligations militaires, il retourne à son ancienne vie de kibboutznik, mais celle-ci ne le satisfait pas pleinement et il décide finalement de s'engager à nouveau en voulant devenir pilote. Les services de l'armée de l'air lui permettent d'entrer dans une école de formation de pilote de chasse  mais il est tout d'abord affecté à voler sur des hélicoptères, car la commission d'aptitude médicale n'était pas encore convaincue de sa capacité physique à devenir pilote de chasse. Mais Giora Epstein, en tant que pilote d'hélicoptère, est soumis à un examen médical de l'United States Air Force (USAF) à la suite duquel le médecin émet une contre-expertise favorable, avec laquelle Giora Epstein s'empresse d'aller plaider à nouveau  sa cause auprès du chef de l'armée de l'air israélienne Ezer Weizman (qui deviendra plus tard le président de l'État d'Israël). Après avoir défendu son dossier avec acharnement, Giora Epstein reçoit le lendemain une réponse positive du général Weizman, qui l'autorise alors à suivre la formation de pilote de chasse. 
Giora Epstein entre ainsi à l'école de chasse en 1963. Tout au long de sa carrière de pilote de chasse, Giora Epstein volera sur tous les types d'avions de chasse de l'armée de l'air israélienne et accumulera plus de 5 000 heures de vol. Il aura 17 victoires homologuées en combat aérien. Après 20 ans de service comme pilote réserviste (de 1977 à 1997), tout en étant pilote pour la compagnie El Al, Giora Epstein quitte le personnel navigant pour l'armée de l'air israélienne en 1998. Il a commencé sa carrière sur Mirage III en 1966 et a terminé ses services actifs en étant pilote de F-16 en 1988. Il prend sa retraite avec le grade de « sgan aluf » (colonel).

## Victoires aériennes
Giora Epstein remporte 17 victoires aériennes, dont 9 sur Mirage III et 8 sur le IAI Nesher no 61.
Il abat un avion durant la guerre des Six Jours, en 1967, quatre avions pendant la guerre d'usure, de 1967 à 1970, et douze avions pendant la guerre du Kippour en 1973. Lors de cette guerre, il abat quatre avions ennemis dans une même journée. Il réussit le même exploit le lendemain en abattant quatre Mikoyan-Gourevitch MiG-21 Fishbed.
Tous les aéronefs faisaient partie de l'Armée de l'air égyptienne, qui sont :

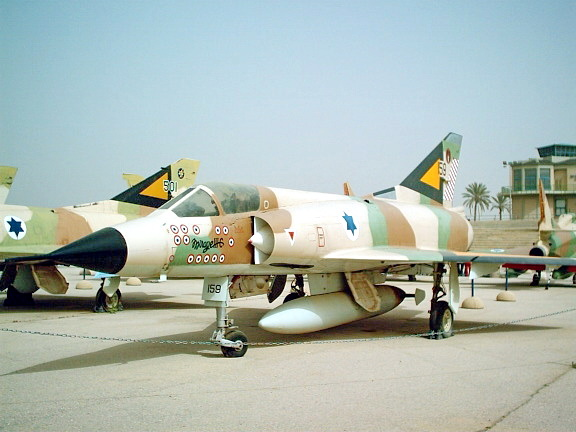
Mirage IIICJ Shahak 59, avec lequel Giora Epstein remporta une victoire contre un Soukhoï Su-7 égyptien le 11 septembre 1969, aujourd'hui exposé au Musée de l'Armée de l'Air israélienne.

- 9 Mikoyan-Gourevitch MiG-21 Fishbed
- 1 Mikoyan-Gourevitch MiG-17 Fresco
- 4 Soukhoï Su-7 Fitter A
- 2 Soukhoï Su-20 Fitter
- 1 Mil Mi-8 Hip

### Tableau de chasse
| Date              | Avion abattu                      | Pays   | Avion        | Numéro    | Arme utilisée     |
| ----------------- | --------------------------------- | ------ | ------------ | --------- | ----------------- |
| 6 juin 1967       | Soukhoï Su-7 Fitter A             | Égypte | Mirage IIICJ | Shahak 56 | Canon             |
| 20 juin 1969      | Mikoyan-Gourevitch MiG-17 Fresco  | Égypte | Mirage IIICJ | Shahak 82 | Canon             |
| 11 septembre 1969 | Soukhoï Su-7 Fitter A             | Égypte | Mirage IIICJ | Shahak 59 | Canon             |
| 25 mars 1970      | Mikoyan-Gourevitch MiG-21 Fishbed | Égypte | Mirage IIICJ | Shahak 77 | Canon             |
| 25 mars 1970      | Mikoyan-Gourevitch MiG-21 Fishbed | Égypte | Mirage IIICJ | Shahak 77 | Canon             |
| 18 octobre 1973   | Mil Mi-8 Hip                      | Égypte | Mirage IIICJ | Shahak 11 | Canon             |
| 19 octobre 1973   | Soukhoï Su-7 Fitter A             | Égypte | IAI Nesher   | Shahak 61 | Canon             |
| 19 octobre 1973   | Soukhoï Su-7 Fitter A             | Égypte | IAI Nesher   | Shahak 61 | Shafrir 2         |
| 19 octobre 1973   | Soukhoï Su-20 Fitter              | Égypte | IAI Nesher   | Shahak 61 | Canon             |
| 19 octobre 1973   | Soukhoï Su-20 Fitter              | Égypte | IAI Nesher   | Shahak 61 | Shafrir 2         |
| 20 octobre 1973   | Mikoyan-Gourevitch MiG-21 Fishbed | Égypte | IAI Nesher   | Shahak 61 | Shafrir 2         |
| 20 octobre 1973   | Mikoyan-Gourevitch MiG-21 Fishbed | Égypte | IAI Nesher   | Shahak 61 | Canon             |
| 20 octobre 1973   | Mikoyan-Gourevitch MiG-21 Fishbed | Égypte | IAI Nesher   | Shahak 61 | Canon             |
| 20 octobre 1973   | Mikoyan-Gourevitch MiG-21 Fishbed | Égypte | IAI Nesher   | Shahak 61 | Canon             |
| 24 octobre 1973   | Mikoyan-Gourevitch MiG-21 Fishbed | Égypte | Mirage IIIBJ | Shahak 86 | Canon             |
| 24 octobre 1973   | Mikoyan-Gourevitch MiG-21 Fishbed | Égypte | Mirage IIIBJ | Shahak 86 | AIM-9D Sidewinder |
| 24 octobre 1973   | Mikoyan-Gourevitch MiG-21 Fishbed | Égypte | Mirage IIIBJ | Shahak 86 | AIM-9D Sidewinder |

### Guerre des Six Jours
La première guerre à laquelle Giora Epstein prend part est la guerre des Six Jours, en 1967. Malgré le fait que l'armée de l'air égyptienne ait perdu la moitié de son aviation dès les deux premières heures du conflit, le 5 juin 1967, au matin, en raison du bombardement très réussi des bases aériennes égyptiennes par les Mirage III de Tsahal, les combats aériens ne cesseront pas pour autant. C'est lors du deuxième jour de la guerre, le 6 juin, que Giora Epstein, en position d'ailier, obtient sa première victoire. 
Ayant décollé, à la suite de sa mise en alerte sur son Mirage III, afin d'intercepter une patrouille de chasseurs égyptiens, Giora Epstein saisit sa chance et abat un Su-7 au canon. Après cette victoire, les raids de Su-7 cesseront.
Après la guerre des Six Jours, Giora Epstein est promu chef d'escadron.

### Guerre d'usure
C'est au cours de cette guerre, qui se déroula de 1967 à 1970, que Giora Epstein obtint sa cinquième victoire lui permettant de décrocher le titre d'« as ». Ainsi, le 20 juin 1969, il obtient, à bord d'un Mirage III CJ, sa deuxième victoire face à un Mikoyan-Gourevitch MiG-17 et sa troisième contre un Soukhoï Su-7 Fitter A, le 11 septembre 1969.
Le 25 mars 1970, il effectue un doublé en abattant deux Mikoyan-Gourevitch MiG-21 Fishbed égyptiens. Avec ces deux victoires, Giora Epstein obtient le titre d'« as de l'aviation ».

### Guerre du Kippour
Au cours de la guerre du Kippour, Giora Epstein abat 12 appareils égyptiens dont 8 en 26 heures (2 Su-7, 2 Su-20 et 4 MiG-21 entre le 19 et le 20 octobre 1973). 
Sa première victoire obtenue durant cette guerre est celle du 18 octobre 1973, jour où il abat un hélicoptère Mil Mi-8 qui bombardait l'armée israélienne au napalm. Le jour suivant, étant aux commandes du IAI Nesher no 61, il abat quatre chasseurs, dont deux avec des missiles Shafrir 2. C'est dans ce même avion que le lendemain, lors d'une patrouille aérienne, il abat quatre Mikoyan-Gourevitch MiG-21 Fishbed qui avaient tenté une embuscade contre lui et ses équipiers.
Quelques jours plus tard, le 24 octobre 1973, il abat 3 autres MiG aux commandes d'un Mirage III BJ, quelques minutes seulement avant le cessez-le-feu entre l'Égypte et Israël.

## Fin de carrière
En reconnaissance de sa bravoure et de ses capacités de chef charismatique apparues au cours des conflits, la Force aérienne israélienne lui décerna la médaille du mérite. Le 15 août 1974, il est nommé chef de l'escadron 117, basé à Ramat-David, dont il restera le commandant pendant quelques années. Le 24 juillet 1977, il quitte le service en tant que pilote militaire pour devenir pilote au sein de la compagnie aérienne israélienne El Al.
Cependant, la relation d'Epstein avec la vie militaire ne s'arrête pas là. Il continue à voler dans la Force aérienne israélienne en tant qu'officier pilote réserviste et, en 1981, il est nommé chef d'un escadron de Shahak de réserve, avec lequel il mène ses pilotes durant l'intervention militaire israélienne au Liban de 1982 afin d'effectuer des missions de patrouille de combat aérien simples (PAC) sans décrocher une seule victoire ; en effet, la majeure partie des opérations étaient dès lors effectuées par les nouveaux McDonnell Douglas F-15 Eagle et General Dynamics F-16 Fighting Falcon. À la fin de l'année 1982, les Shahak sont finalement retirés du service, et Epstein devient ensuite pilote du successeur du Nesher, le IAI Kfir. Au début de l'année 1988, à 50 ans, le lieutenant-colonel Giora Epstein est  enfin pilote sur le chasseur dernièrement acquis par Israël, le F-16 Fighting Falcon. Il est promu alors au rang de colonel, le 15 août 1991, en reconnaissance de sa brillante carrière.
Giora Epstein continue de voler sur des chasseurs en tant que réserviste jusqu'au 20 mai 1997, date à laquelle il cesse définitivement de voler pour l'armée de l'air israélienne.
En septembre 2018, à 80 ans, il est promu général de brigade.